# Седрік Беррест
Седрік Беррест  (фр. Cédric Berrest, 2 квітня 1985) — французький веслувальник, олімпійський медаліст.

## Виступи на Олімпіадах
| Олімпіада  | Дисципліна     | Місце |
| ---------- | -------------- | ----- |
| Афіни 2004 | четвірка парна | 13    |
| Пекін 2008 | четвірка парна | 3     |